# Стафілококова інфекція
Стафілоко́кова інфекція (грец. staphyle — «виноградне гроно» + kokkos — «зерно») — група різноманітних за клінічними ознаками інфекційних хвороб, які спричинюють стафілококи. Ці хвороби переважно характеризуються наявністю гнійно-запальних вогнищ та інтоксикацією.

## Етіологія
Збудником стафілококової інфекції є бактерії роду Staphylococcus, які включають до родини Staphylococcaceae. Відповідно до міжнародної класифікації до нього належать три види стафілококів — S. aureus (стафілокок золотистий), S. epidermidis (стафілокок епідермальний), S. saprophyticus (стафілокок сапрофітний).
Представники роду поширені в усьому світі й характеризуються різноманітною локалізацією — від шкірних покривів до поверхні слизової оболонки людини та тварин.

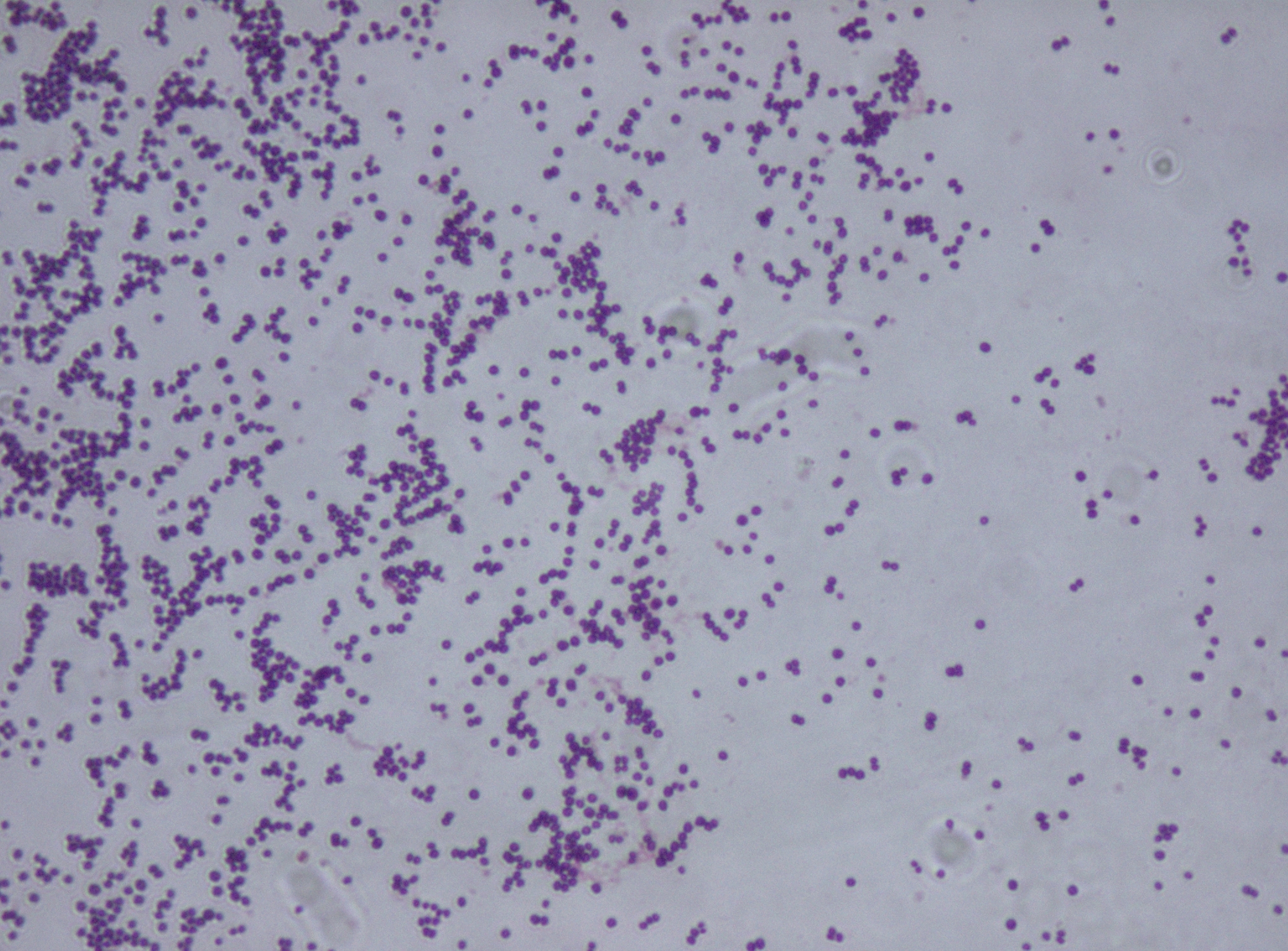
Staphylococcus saprophyticus

Вперше представників цього роду виділив Кох Роберт і Пастер із вогнищ гнійного ураження людини.
Бактерії роду Staphylococcus — це нерухомі, грампозитивні бактерії кулястої форми діаметром 0,5-1,5 мкм. Вони діляться в кількох площинах, утворюючи скупчення у вигляді грон винограду. У препаратах із патологічного матеріалу, зокрема з гною, стафілококи розташовуються парами або невеликими скупченнями. Золотисті стафілококи утворюють мікрокапсулу.
Стафілококи є хемоорганотрофами з окислювальним і бродильним типами метаболізму. Вони розщеплюють багато вуглеводів в аеробних й анаеробних умовах. Діагностичне значення має здатність зброджувати глюкозу й маніт в анаеробних умовах.
Стафілококи — факультативні анаероби, але краще розвиваються в аеробних умовах. На поверхні щільних поживних середовищ утворюють круглі, опуклі, пігментовані (золотисті, лимонно-жовті, білі) колонії з рівними краями; у рідких середовищах дають рівномірне помутніння. Колір обумовлений наявністю ліпохромного пігменту, утворення якого відбувається за наявності кисню на середовищах, що містять кров, вуглеводи та молоко. Але характерно є те, що пігментоутворення — це не видова ознака. У лабораторіях використовують здатність стафілококів розмножуватися в середовищах зі значним вмістом хлориду натрію (6-10 %). Таку концентрацію солі інші бактерії не витримують, внаслідок чого сольові середовища (жовтково-сольовий агар, молочно-сольовий агар, тощо) є елективними для стафілококів. Штами золотистих стафілококів продукують гемолізини, що утворюють на кров'яному агарі колонії, оточені зоною гемолізу. Стафілококи виявляють високу біохімічну властивість. Вони продукують каталазу, більшість штамів утворюють ацетоїн на середовищах із глюкозою, також відновлюють нітрати до нітритів, гідролізують білки та жири, ферментують вуглеводи (лактозу, мальтозу, глюкозу, сахарозу) до оцтової кислоти та СО2. Специфічною родовою властивістю є ферментація глюкози в анаеробних умовах з утворенням лактату — це важливий тест для диференціації Staphylococcus від Micrococcus.

## Антигенна структура
Стафілококи мають різноманітні антигени, локалізовані переважно в клітинній стінці, а S. aureus має також ще й капсульний антиген.
Антигенні властивості виявляють:
- білок А;
- пептидоглікан;
- тейхоєві кислоти;
- типоспецифічний антиген (пластівцевоутворюючий фактор та капсула).

Видоспецифічними антигенами слугують тейхоєві кислоти: для S. aureus — рибіттейхоєві кислоти, для S. epidermidis — гліцеринтейхоєві кислоти, а у S. saprophyticus виявлено обидва типи кислот. Типоспецифічний антиген — це пластівцевоутворюючий фактор та капсула. Капсульний антиген S. aureus має складну хімічну будову. Він складається з уронових кислот, моносахаридів і амінокислот. Наявність білка А характерна для S. aureus — цей білок здатний до неспецифічного з'єднання з Fc-фрагментами IgG, у зв'язку з чим стафілококи, що мають білок А, здатні аглютинуватись нормальною людською сироваткою і давати неспецифічне світіння при обробці гетерологічними флюоресцируючими сироватками.

## Епідеміологічні особливості
Рід Staphylococcus включає 29 видів, з яких лише три пов'язані з організмом людини та викликають захворювання з різноманітними клінічними проявами:
- S. aureus
- S. epidermidis
- S. saprophyticus

Стафілококи резистентні до факторів навколишнього середовища — вони витримують висушування, є стійкими до повторного замороження/розмороження, до дії прямого сонячного світла та нагрівання, витримують сухий жар до 2 годин, також зберігаються на часточках пилу. Але вони чутливі до антисептиків та дезінфектантів — при дії 3 % фенолу гинуть за 10-15 хвилин, проте резистентні до дії етанолу.
У сучасній медичній практиці велику небезпеку являють екзогенні стафілококові інфекції для хворих у стаціонарах — внутрішньолікарняні (госпітальні) інфекції. Основними збудниками є S. aureus, S. epidermidis. Джерела зараження — здорові носії госпітальних штамів, а також хворі зі стертими формами стафілококової інфекції.
Найбільшу епідемічну небезпеку становить медичний персонал лікувально-профілактичних установ — постійні (резидентні) носії госпітальних штамів. Механізми, шляхи і фактори передачі стафілокока різноманітні.
Механізми передачі:
- повітряно-крапельний (шляхи передачі: повітряно-крапельний, повітряно-пиловий);
- фекально-оральний (шлях передачі — через харчові продукти);
- контактний (шляхи передачі — рановий, контактно-побутовий).

Сприйнятливість до стафілококів висока, оскільки вражаються хворі з імунодефіцитом, викликаним різними причинами (операція, травма, цукровий діабет і т. д.).
Крім екзогенної, не меншу небезпеку становить ендогенна, опортуністична (від англ. opportunity — слушна нагода) інфекція, яку спричинюють стафілококи — представники власної нормальної мікрофлори. При зниженні імунного статусу організму аутоштами підвищують свою вірулентність і породжують патологічний процес як у вихідному біотопі, так і в інших біотопах організму за рахунок міграції та транслокації.

## Патогенність

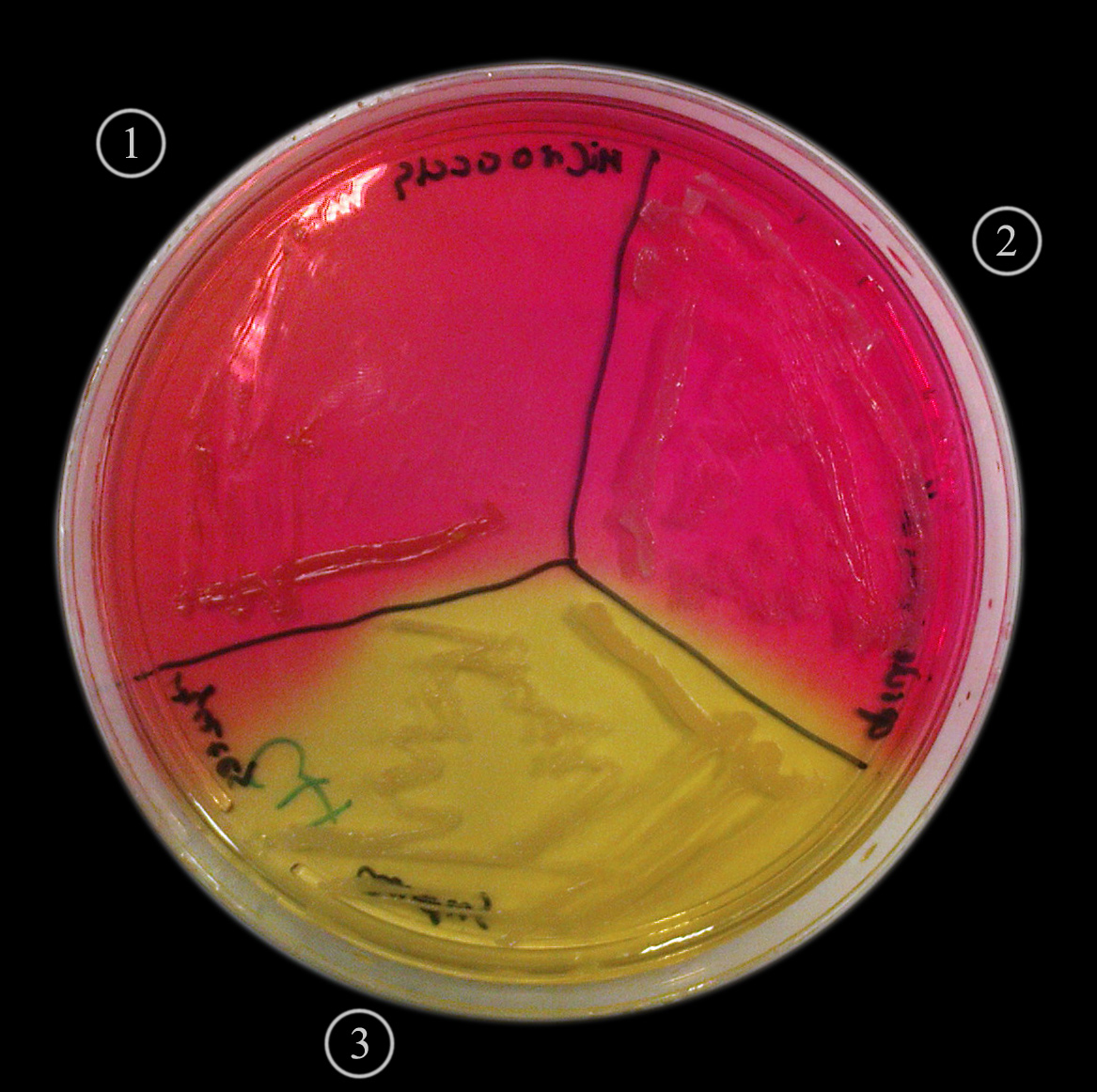
Ріст стафілокока на маніт-сольовому агарі. Жовті колонії — S. aureus.

Стафілококи — це умовно-патогенні мікроорганізми, що не мають органного тропізму і тому уражають різні органи й тканини.
За патогенністю виділяють:
- коагулазопозитивні — S. aureus, S. intermedius.

S. aureus — патогенний як для людини, так і для тварин, а S. intermedius — лише для тварин (іноді вражає шкіру домашніх собак і кішок).
- коагулазонегативні — S. epidermidis, S. saprophyticus.

S. epidermidis — патогенний як для людини, так і для тварин, типовий коменсал шкіри, але може викликати гострі інфекції при пригніченні імунітету, а S. saprophyticus — патогенний лише для людей.

### Фактори патогенності
- Мікрокапсула — захист від фагоцитозу, сприяє адгезії та поширенню мікроорганізмів по тканинах, створює стійкість до фагів.
- Компоненти клітинної стінки:
  1. тейхоєві кислоти — запускають каскад комплементу по альтернативному шляху, а також забезпечують адгезію до епітеліальних поверхонь;
  2. білок А — неспецифічно зв'язує Fc-фрагмент молекул IgG, блокуючи їх опсонізаційну активність.
- Фрагменти адгезії:
  1. каталаза — захищає від дії киснево-залежного фагоцитозу;
  2. β-лактамаза — руйнує молекули β-лактамових антибіотиків;
  3. ліпази — полегшують адгезію і проникнення в тканини;
  4. плазмокоагулаза — захист від фагоцитозу;
  5. фібринолізин — розсмоктує фібринозну плівку, лізис фібрину призводить до інвазії мікробів по макроорганізму, що призводить до генералізації інфекції;
  6. гіалуронідаза — сприяє поширенню стафілококів у тканинах внаслідок порушення їх проникності;
  7. лецитиназа — руйнує лецитин клітинних мембран лейкоцитів та інших клітин, що призводить до лейкопенії[10]..

Також виявили велику групу факторів, які секретують стафілококи, здатних до інактивації імунного захисту господаря. Завдяки цим факторам стафілококи здатні тривалий час виживати (персистувати) у клітинах і тканинах організму:
Антилізоцимна активність (АЛА) — здатність інактивувати лізоцим клітин і тканин.
Антиінтерферонова активність (АІА) — здатність пригнічувати антибактеріальну дію інтерферону.
Антикомплементарна активність(АКЛ) — специфічна інактивація системи комплементу.
Антикарнозинова активність (АКрА) — здатність інактивувати карнозин — регулятор регенераційних та імунних реакцій.
Антилактоферинова активність (АЛфА) — інактивація лактоферину — регулятора метаболізму заліза в організмі.
Антигемоглобінова активність (AHbA) — інактивація функції гемоглобіну зв'язувати кисень.

### Токсини

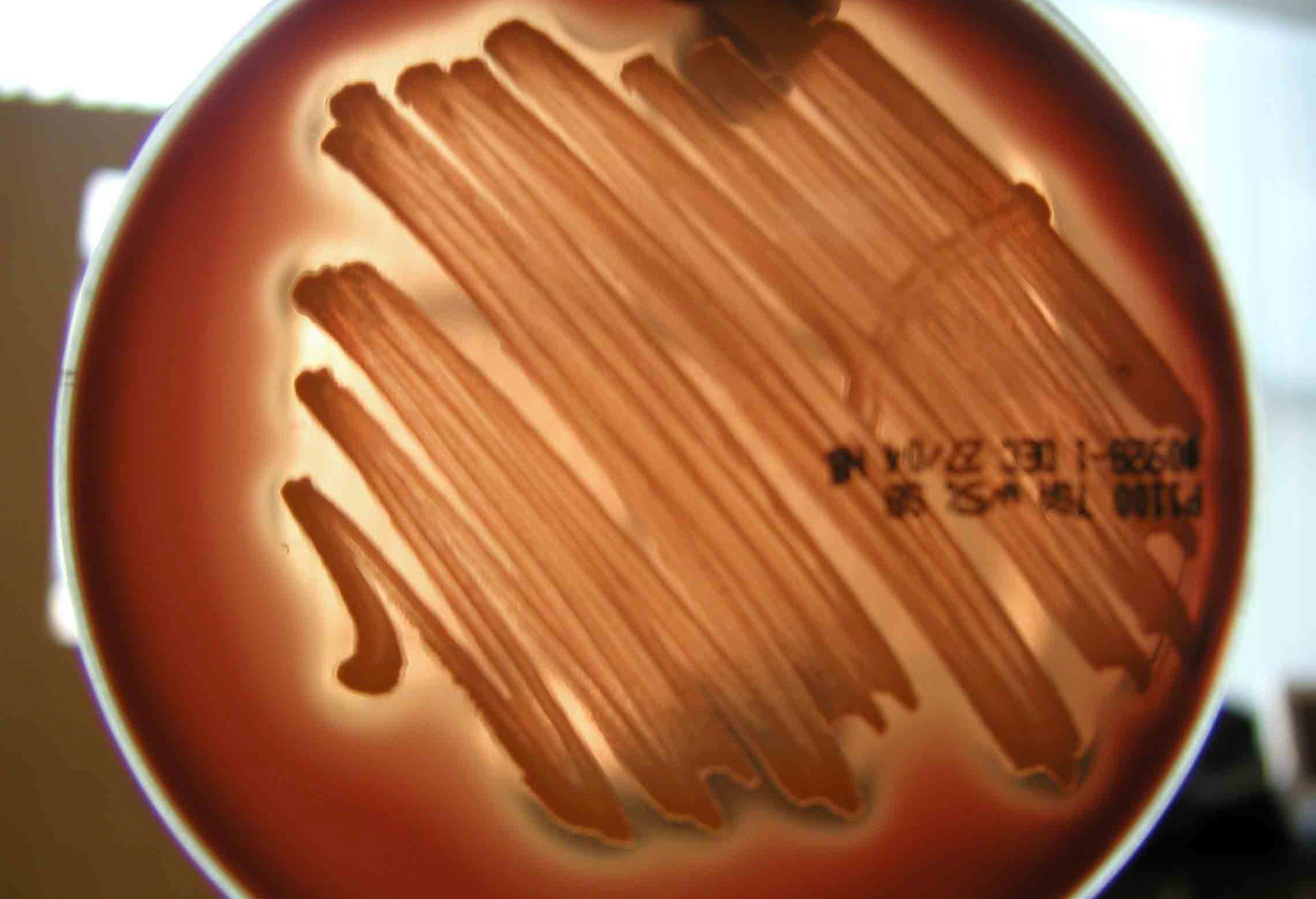
Гемоліз Staphylococcus aureus.

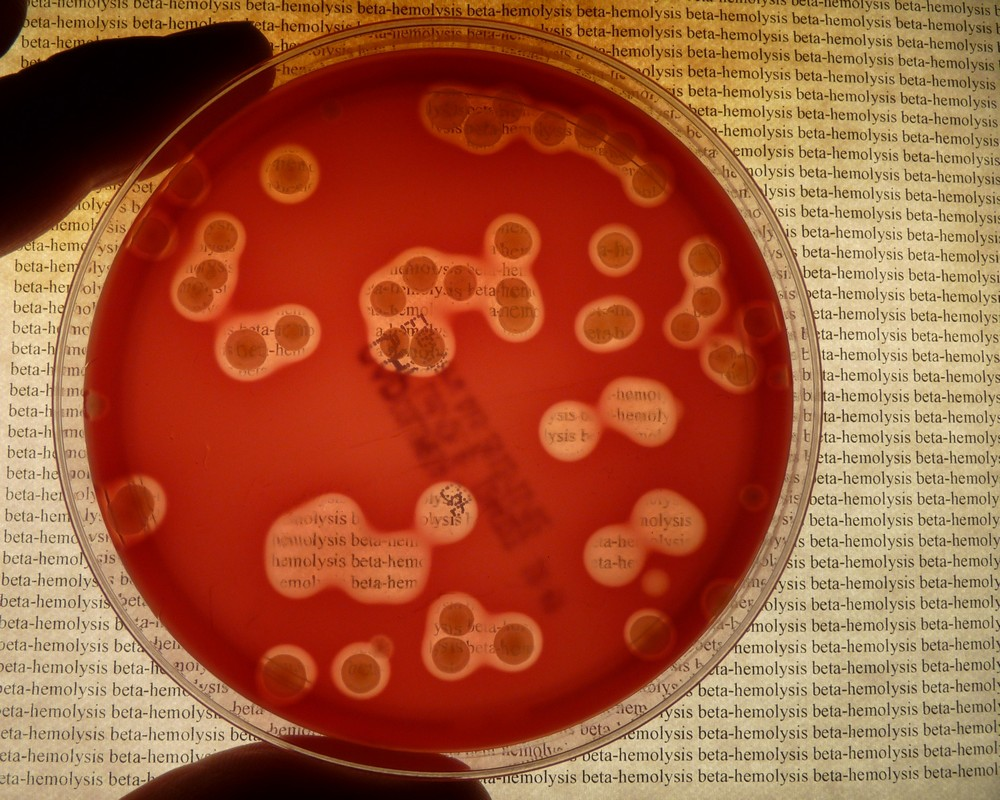
β-гемоліз на кров'яному агарі.

Стафілококи секретують кілька токсинів, що відрізняються один від одного механізмом дії. Особливе місце серед факторів патогенності посідають екзотоксини. До них належать мембранопошкоджуючі токсини або мембранотоксини. Вони утворюють канали в цитоплазматичній мембрані еритроцитів, лейкоцитів та інших клітин, що призводить до порушення осмотичного тиску й лізису відповідних клітин. Раніше ці токсини називали гемолізинами, вважаючи, що вони лізують лише еритроцити. Мембранотоксини відрізняються один від одного за антигенними властивостями, «мішенями» та іншими ознаками. Виділяють 4 антигенні типи, які викликають повний гемоліз на середовищі з кров'ю: α,β,γ,δ.
α-гемолізин — неактивний стосовно еритроцитів людини, але лізує еритроцити барана; також має дермонекротичну та кардіотоксичну дію (ще іноді його називають еритрогенним токсином). Він являє собою білок із вираженими імуногенними властивостями. З нього отримали анатоксин, що використовують для профілактики стафілококових захворювань.
β-гемолізин — справляє помірну дію на еритроцити людини та характеризується властивістю «холодового гемолізину», тобто максимальну активність виявляє при низьких температурах; також пригнічує хемотаксис поліморфноядерних лейкоцитів.
γ-гемолізин — це двокомпонентний гемолізин із помірною активністю, але на кров'яному агарі не проростає, тому що один з його компонентів інактивує полімери агару.
δ-гемолізин — агрегат із низькомолекулярних сполук, який спричинює цитотоксичність широкого спектра дії.
Також досить важливе значення мають такі токсини як:
- Ексфоліатини А і В — руйнують міжклітинні контакти в епідермісі, що веде до відшарування поверхневих структур епідермісу (ексфоліації) і утворенню пухирів та виразок з утворенням синдрому «обпеченої шкіри». Найчастіше його спостерігають в новонароджених та дітей молодшого віку.
- Токсин синдрому токсичного шоку (TSST-1) — інгібує всмоктування води, активуючи синтез цАМФ, що призводить до розвитку діареї та токсичного шоку.
- Лейкоцидин — справляє цитотоксичну дію на поліморфноядерні лейкоцити.

Стафілококи можуть утворювати гістотоксини, до яких належать ентеротоксини, що спричинюють харчове отруєння. Ентеротоксини є суперантигенанами — зумовлюють поліклональну стимуляцію Т-лімфоцитів із подальшою гіперсекрецією цитокінів та вторинною інтоксикацією. Ентеротоксини характеризуються високою термостабільністю (витримують кип'ятіння) і стійкістю до протеолітичних ферментів. Відомо 6 ентеротоксинів (А, В, С, D, Е, F), яких розрізняють за антигенними властивостями..

## Патогенез
Патогенез стафілококової інфекції залежить від характеру інфікування (екзогенне або ендогенне).
При екзогенному інфікуванні вхідними воротами є пошкоджена шкіра, слизові оболонки ротової порожнини, дихальних шляхів, шлунково-кишкового тракту, кон'юнктива повік, пупкова рана, тощо.
Для виникнення стафілококової інфекції необхідна достатня доза збудника, певний рівень вірулентності інфікуючого штаму стафілокока, а також порушення цілісності тканини, зниження місцевої та загальної резистентності макроорганізму. У дітей раннього віку виникнення інфекції обумовлене анатомо-фізіологічними особливостями організму: високою вразливістю й підвищеною проникністю шкіри і слизових оболонок, недостатнім фагоцитозом, фізіологічною гіпогамаглобулінемією, тощо.
Стафілокок у місці проникнення спричинює розвиток запального вогнища з тенденцією до нагноєння й некрозу. Другою фазою інфекції є або порівняно швидке відмежування вогнища з наступною його ліквідацією (у осіб із достатнім рівнем місцевої та загальної резистентності), або генералізація процесу. У такому випадку в умовах зниженої резистентності, під впливом ферментів і токсинів стафілокока відбувається потрапляння токсину збудника з вогнища інфекції в кров (бактеріємія та інтоксикація). Так можуть бути уражені різні органи й тканини, можливий розвиток сепсису у вигляді септицемії і септикопіємії з формуванням гнійних вогнищ в органах і тканинах. Однак наявність стафілокока в крові не завжди свідчить про сепсис, оскільки бактеріємія може бути транзиторною (не тривалою).
Патогенез стафілококової інфекції визначається наступними компонентами:
- Токсичний — обумовлений надходженням із місцевого вогнища запалення в кров токсину стафілокока, що клінічно виявляється симптомами інтоксикації (підвищення температури, погіршення апетиту, млявість, тощо). Дією ентеротоксинів обумовлена клініка кишкових уражень стафілококової етіології, а дією гемолізинів — розвиток геморагічного синдрому.
- Алергічний — є наслідком циркуляції в організмі пошкоджених мікробних клітин і зміни чутливості макроорганізму до чужорідного білка. Клінічно це виявляється температурними хвилями, алергічними висипаннями, збільшенням лімфовузлів, інфекційно-алергічними ускладненнями (нефрит, артрит, синусит).
- Септичний — під впливом токсичного й алергічного компоненту відбувається зниження імунітету, підвищення проникності мембран і створюються сприятливі умови для стафілококової інвазії. Клінічно це виявляється розвитком гнійних вогнищ, аж до сепсису.

Всі три компоненти патогенезу взаємопов'язані, проте в кожному конкретному випадку ступінь їх вираженості буває різною.
При ендогенному інфікуванні велику роль відіграє стан імунологічної реактивності людини, а також попередня антибактеріальна терапія. Тривале застосування антибіотиків веде до розвитку дисбактеріозу й колонізації кишечника антибіотикорезистентними штамами стафілокока з подальшим розвитком запального процесу. Ендогенне інфікування також можливе при генералізації стафілококової інфекції в результаті лімфо- або гематогенного занесення стафілокока з гнійного вогнища в інші органи й тканини.

## Форми клінічного перебігу стафілококової інфекції

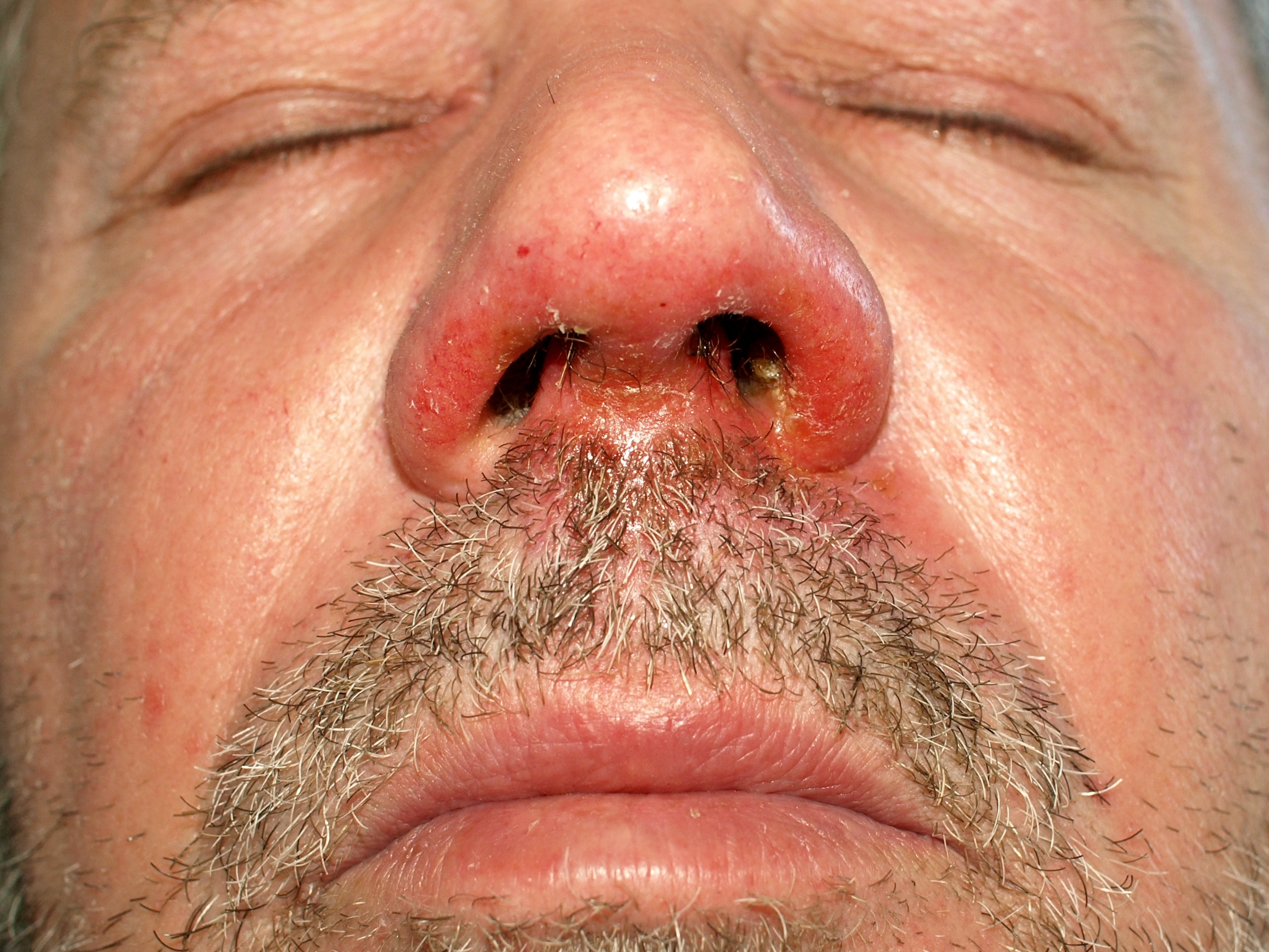
Імпетиго

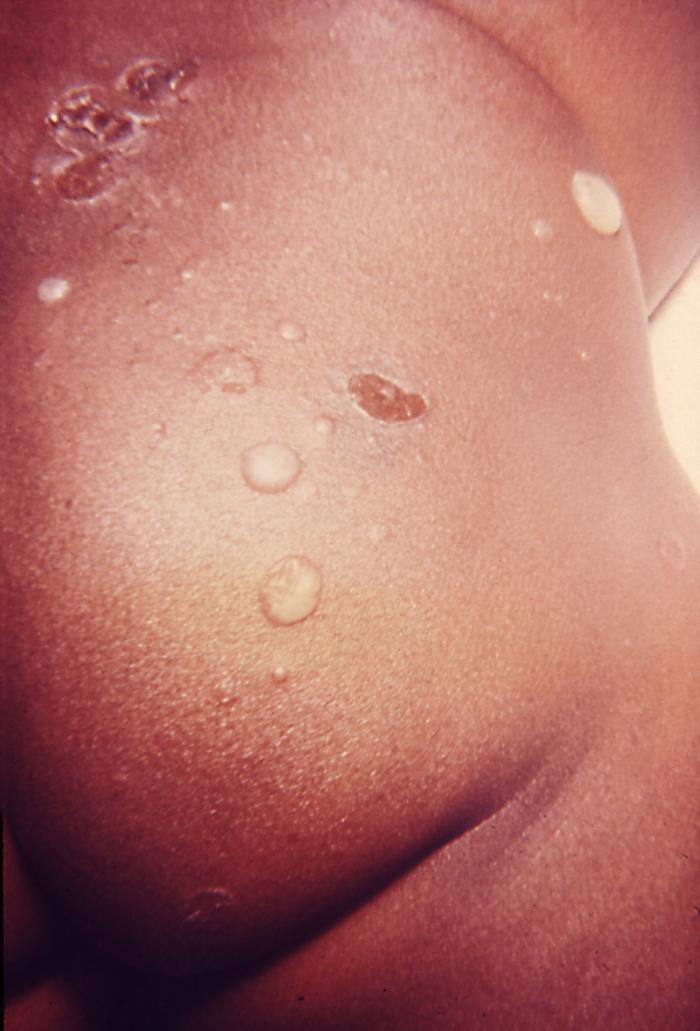
Імпетиго

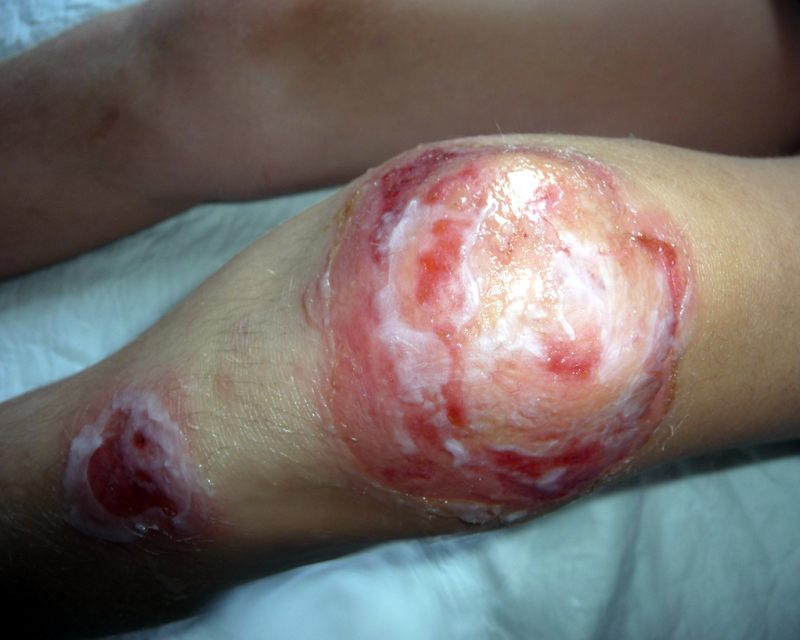
Імпетиго

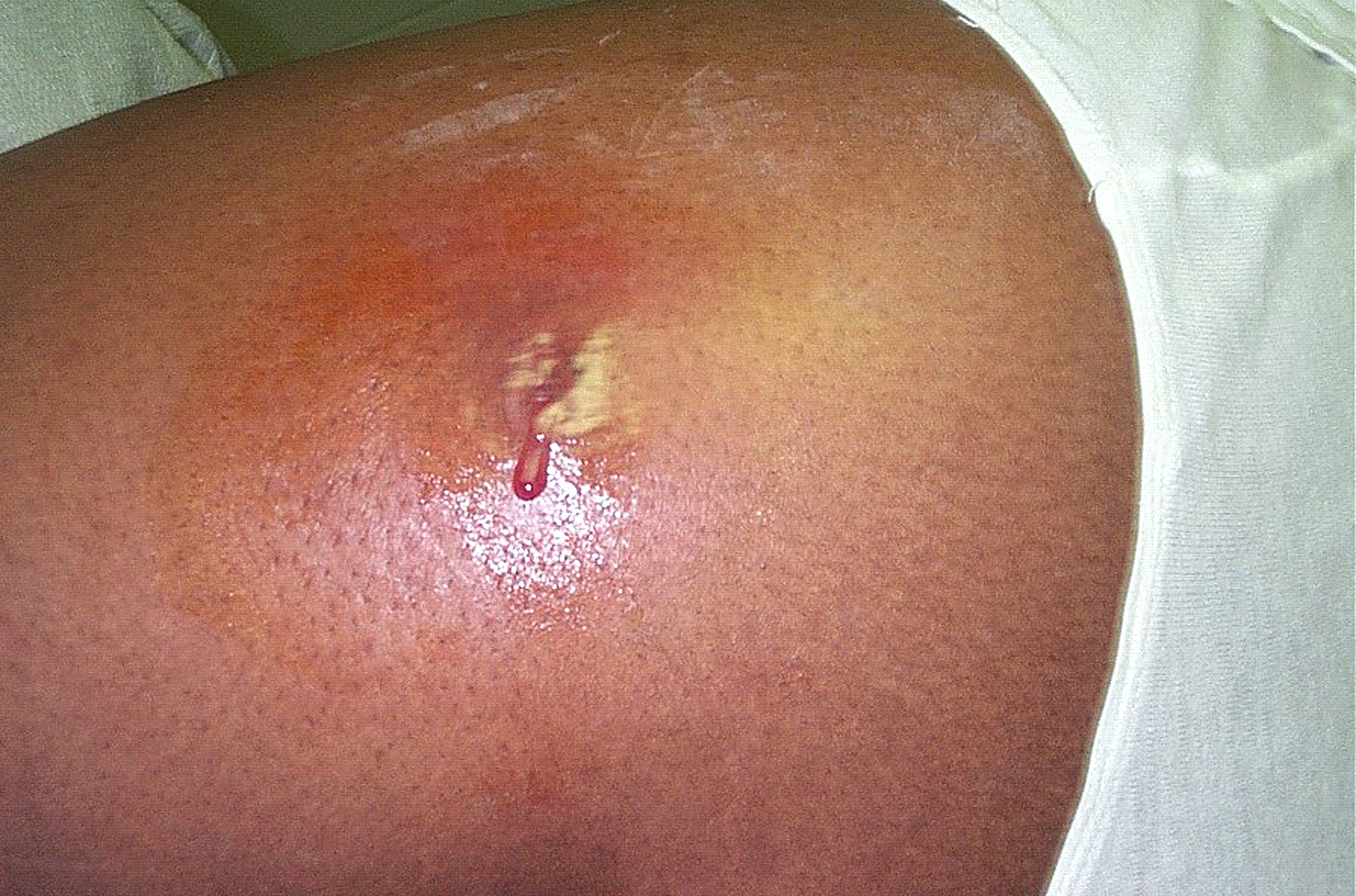
Гній, що виділяється з абсцесу

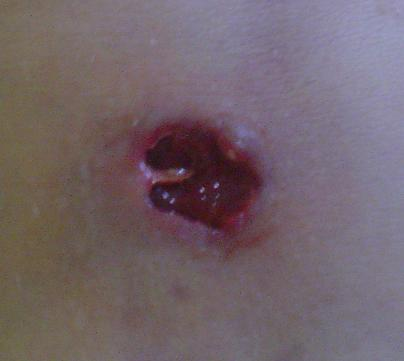
Абсцес

- Захворювання шкіри й підшкірної клітковини — можуть бути різноманітними — фурункули (гостре, гнійно-некротичне запалення волосяного фолікула й довколишньої сполучної тканини); піодермія (гнійне запалення шкіри); сикоз (гнійне запалення фолікулів волосся вусів та бороди з поширенням на довколишні тканини); абсцеси (наповнена гноєм порожнина в тканинах тіла, що відокремлюється більш-менш розвиненою капсулою; виникає внаслідок обмеженого гнійного розплавлення тканин при гнійному запаленні, нарив); флегмона (гнійне запалення клітковини).
- Стафілококовий синдром «обпеченої шкіри» — являє собою генералізований ексфоліатиновий дерматит, зумовлений штамом золотистого стафілокока, що продукує ексфоліатин. Хворіють переважно новонароджені (хвороба Рітера) і діти до 5 років.
- Подібний до опіку шкіряний синдром (синдром Лаєлла) — його спостерігають у старших дітей та дорослих. Характеризується утворенням на шкірі зони еритеми (почервоніння шкіри) та пухирців із відділенням субепідермального шару. розвиток синдрому починає стафілокок, а далі розгортання процесу відбувається внаслідок неадекватної імуно-алергічної реакції організму на стафілококові токсини.
- Ураження кісток та суглобів (остеомієліти, артрити) — частіше бувають проявами хронічного стафілококового сепсису.
- Синдром токсичного шоку — супроводжується підвищенням температури та почервонінням на шкірі у вигляді сонячного опіку з подальшим лущенням, зниженням артеріального тиску та ознаками загальної інтоксикації.
- Стафілококова скарлатина — особлива форма перебігу стафілококової інфекції, яку на сьогодні виділяють в окрему нозологічну форму. Виникає переважно у дітей при першому контакті з стафілококовим α-гемолізином.
- Стафілококовий тонзілофарингіт (ангіна) — клінічно мало відрізняється від стрептококової й без бактеріологічного дослідження відрізнити їх важко; погано піддається лікуванню пеніциліном; інколи на шкірі з'являється дрібноточкове висипання.
- Стафілококовий ендокардит — стафілокок уражає тристулковий клапан; виявляється і прогресує недостатність серцевих клапанів, у 90 % хворих з'являються серцеві шуми, можуть утворитися абсцеси клапанного кільця й міокарда, летальність досягає 20-30 %. Найчастіше хворіють наркомани та особи, що мають штучні клапани. У хворих із заміною клапана найчастіше причиною ендокардиту (до 40 %) є не золотистий, а епідермальний стафілокок, інфікування яким відбувається нерідко під час операції, а клінічні прояви з'являються лише через рік.
- Пневмонії та плеврити — можуть бути первинними, а також розвиватися у вигляді ускладнень на тлі інших, здебільшого, вірусних інфекцій (грип, парагрип, аденовірусна інфекція, кір, респіраторний мікоплазмоз, тощо) Частота стафілококових пневмоній становить близько 10 % усіх гострих пневмоній. Клінічно стафілококові пневмонії відрізняються тяжчим перебігом, вираженою задишкою, ціанозом, схильністю до гнійних ускладнень.
- Гострі стафілококові ентерити та ентероколіти — розвиваються у хворих, які отримують антибіотики широкого спектра дії (частіше тетрацикліни), або комбінації антибіотиків. Хвороба починається раптово на 5-6-й день лікування й характеризується підвищенням температури тіла, симптомами загальної інтоксикації та кишковими розладами. Гострі стафілококові ентерити супроводжуються інтенсивною втратою рідини, що дуже швидко призводить до зневоднення й розвитку гіповолемічного шоку.
- Отруєння стафілококовим ентеротоксином — харчове отруєння.
- Стафілококовий менінгіт та абсцес мозку (нарив, відмежоване скупчення гною в різних органах і тканинах) — звичайно вторинний і є результатом стафілококового сепсису.

- Стафілококовий сепсис — це постійне або періодичне надходження в кров мікроорганізмів (стафілококів) із вогнища гнійного запалення, яке спричинює синдром поліорганної недостатності та системної запальної відповіді.
- Стафілококові захворювання сечовивідних шляхів — інфекції сечовивідних шляхів частіше зумовлює сапрофітний стафілокок, який є другою (після кишкової палички) причиною первинної інфекції сечових шляхів у молодих жінок (до 20 %), клінічно не відрізняється від захворювань сечовивідних шляхів іншої етіології; гарячка й ознаки загальної інтоксикації відсутні.
- Імпетиго — це одна із форм піодермії; після лопання пухирів утворюється кірка (струп), яка на відміну від стрептококової не має золотистого кольору. Дисемінація інфекції може призвести до смерті. Хворіють переважно діти до 5 років[13].[10].

| Збудник                                                                         | Стафілококова інфекція                                                  |
| ------------------------------------------------------------------------------- | ----------------------------------------------------------------------- |
| Staphylococcus aureus                                                           | Захворювання шкіри і підшкірної клітковини                              |
| Staphylococcus aureus                                                           | Стафілококовий синдром "обпеченої шкіри                                 |
| Staphylococcus aureus                                                           | Подібний до опіку шкіряний синдром (синдром Лайелла)                    |
| Staphylococcus aureus                                                           | Ураження кісток та суглобів (остеомієліти, артрити)                     |
| Staphylococcus aureus                                                           | Імпетиго                                                                |
| Staphylococcus aureus                                                           | Синдром токсичного шоку                                                 |
| Staphylococcus aureus, Staphylococcus epidermidis                               | Стафілококовий ендокардит                                               |
| Staphylococcus aureus                                                           | Пневмонії та плеврити                                                   |
| Staphylococcus aureus                                                           | Гострі стафілококові ентерити та ентероколіти                           |
| Staphylococcus aureus                                                           | Стафілококовий менінгіт та абсцес мозку                                 |
| Staphylococcus aureus                                                           | Стафілококовий сепсис                                                   |
| Staphylococcus aureus                                                           | Скарлатина                                                              |
| Staphylococcus aureus                                                           | Стафілококовий тонзілофарингіт (ангіна)                                 |
| Staphylococcus saprophyticus                                                    | Стафілококові захворювання сечовидільних шляхів                         |
| Staphylococcus aureus, Staphylococcus epidermidis, Staphylococcus saprophyticus | Отруєння стафілококовим ентеротоксином (Стафілококове харчове отруєння) |

## Лабораторна діагностика
Провідним методом є бактеріологічний. Взяття досліджуваного матеріалу залежить від передбачуваної локалізації з урахуванням патогенезу та клінічної картини хвороби. Головне значення в діагностиці мають ідентифікація збудника, його диференціація від нормальної, супутньої стафілококової мікрофлори та визначення антибіотикочутливості.
- Експрес-діагностика спрямована на виявлення антигенів ферментів патогенності та токсинів стафілокока, а також визначення tox-гена в ПЛР.
- Бактеріологічний метод включає, крім видової ідентифікації стафілококів за ферментативними властивостями (стафілококові тести — тест на плазмокоагулазу, гемолізин, ДНК-азу і т. д.), визначення в чистій культурі факторів патогенності, фаговара (виявлення госпітальних штамів, джерела і шляхів передачі інфекції), антибіотикограми.
- Важливе значення має виявлення факторів персистенції (АЛА, АІА, АКрА, тощо) для діагностики резидентного носійства та прогнозування ускладнень, хронізації процесу.
- Серологічний метод, як правило, застосовують в діагностиці затяжних, хронічних форм захворювання. Інформативними показниками є виявлення антитіл до факторів патогенності стафілококів: токсинів, ферментів, тейхоєвих кислот, тощо.

## Профілактика та лікування
Профілактика захворювань, які спричинюють стафілококи, включає кілька напрямків.
- Профілактика, що спрямована на джерело інфекції:

- Своєчасне виявлення та ізоляція хворих — джерел інфекції.
- Щоденний огляд персоналу пологових будинків, дитячих відділень, працівників кухні й відсторонення від роботи осіб із будь-якими клінічними формами стафілококової інфекції.
- Виявлення носіїв патогенних штамів стафілококів серед персоналу, що доглядає, та їх санація.

- Профілактика, що спрямована на шляхи передачі:

- Неухильне дотримання санітарного протиепідемічного режиму (дотримання правил асептики, антисептики, дезінфекції, стерилізації).

- Профілактика, що спрямована на сприйнятливий організм.

Підвищення неспецифічної резистентності організму людини (повноцінне харчування, вітамінотерапія, загартовування). Важливу роль у підвищенні несприйнятливості дітей до стафілококової, особливо кишкової, інфекції відіграє грудне вигодовування.
Актуальною та основною проблемою — є профілактика стафілококової інфекції в новонароджених. У них ще досі стафілокок є одним із головних збудників тяжких уражень. До профілактики включають імунізацію породіль стафілококовим анатоксином або стафілококовим імуноглобуліном (екстрена профілактика), визначають показник мікробного обсіменіння та наявність стафілокока в молоці породіль і на пелюшках.
Для лікування стафілококових інфекцій застосовують антибіотики, вибір яких визначається чутливістю виділеної культури до певних препаратів. У зв'язку з широким поширенням серед стафілококів множинної антибіотикорезистентності слід призначати комбіновані препарати, що містять блокатори β-лактамази — оксацилін, метицилін, тощо. В останні роки з'явилися метициліностійкі штами. Їх стійкість на відміну від інших штамів не контролюють R-плазміди, а все пояснюється хромосомними мутаціями. Для лікування таких хворих застосовують глікопептиди — ванкоміцин і тейкопланін. Глікопептиди мають однаковий механізм дії, що порушує другу стадію синтезу клітинної стінки грам-позитивних бактерій — полімеризацію пептидоглікану. Загибель клітини відбувається в результаті активації гідролітичних ферментів клітинної стінки у відповідь на інгібування синтезу пептидоглікану.
Тейкопланін у деяких випадках буває активніший за ванкоміцин (у 2-4 рази) стосовно чутливих і резистентних до метициліну S.aureus. У США та Японії описано штами S.aureus зі зниженою чутливістю до глікопептидів: так звані S.aureus зі зниженою чутливістю до глікопептидів (GISA) і S.aureus зі зниженою чутливістю до ванкоміцину (VISA). Однак клінічна вагомість таких штамів в Європі поки незначна.
Крім того, для лікування стафілококових інфекцій застосовують цефалоспорини 1 і 2 поколінь, рідше тетрацикліни. При сепсисі поряд з антибіотиками вводять протистафілококовий Ig. Для лікування хронічних стафілококових інфекцій (хронічний сепсис, фурункульоз, тощо) використовують анатоксин, аутовакцину, що стимулюють синтез антитоксичних та антимікробних антитіл.
Специфічні протистафілококові препарати:
- Гіперімунний антистафілококовий імуноглобулін — застосовують під час усіх тяжких і генералізованих форм стафілококової інфекції, особливо у дітей раннього віку. Цей препарат містить не лише протистафілококові аглютиніни, але й антитоксини. Вводять його внутрішньом'язово в дозі 5-6 АЕ/кг на добу щодня або через день; курс 5-7 ін'єкцій. Наразі виготовлено гіперімунний антистафілококовий імуноглобулін для внутрішньовенного введення (в/в), який рекомендують застосовувати дітям раннього віку при сепсисі та інших тяжких генералізованих формах стафілококової інфекції.
- Гіперімунна антистафілококова плазма — містить протистафілококові антитіла (антитоксини) і має бактерицидну дію стосовно стафілококу. Вводять її в/в з інтервалом 1-3 дні по 5-8 мл/кг (не менше 3-5 разів).
- Стафілококовий анатоксин — застосовують для стимуляції вироблення специфічного стафілококового антитоксину. Він показаний у випадках тривалого перебігу пневмонії, сепсису, ентероколіту, рецидивуючих стафілодермій, фурункульозу та інших захворювань, коли особливо пригнічена здатність організму до імуногенезу. Вводять анатоксин підшкірно в ростучих дозах (0,1-0,2-0,3-0,4-0,6-0,8-1,0) з інтервалом 1-2 дні.
- Стафілококовий бактеріофаг — має здатність лізувати патогенні штами стафілокока. Його можна застосовувати як місцево у вигляді примочок, зрошень, тампонування, так і всередину в дозі 5-30 мл залежно від віку на один прийом тричі на добу на порожній шлунок або за одну годину до приймання їжі, а також у клізмі 1 раз на день замість прийому всередину по 10-50 мл залежно від віку.

Сьогодні все більш популярним стає застосування імуномодулюючих засобів у лікуванні та профілактиці стафілококових інфекцій. Пов'язано це, по-перше, з тим, що таке лікування діє безпосередньо на причину хвороби — зниження імунітету, а по-друге, з тим, що в такому лікуванні не застосовуються токсичні й небезпечні для здоров'я препарати, подібні до антибіотиків. Крім того, нормалізація функції імунної системи знижує ризик не тільки стафілококових інфекцій, але й багатьох інших хвороб.
Деякі сучасні методи імуностимуляції:
- Аутогемотрансфузія (переливання крові хворого самому хворому) передбачає відбір невеликої кількості крові з вени хворого з наступним введенням цієї крові в/м цьому ж хворому. У результаті цієї процедури кров, яку ввели в/м, руйнується, а продукти розпаду, які виділяються при цьому (біологічно активні речовини) стимулюють імунітет. Такий метод лікування часто застосовують в лікуванні хронічного фурункульозу. Також для стимуляції імунітету можуть бути використані ін'єкції мікробних препаратів типу пірогенал, які надають неспецифічну стимулювальну дію на імунну систему організму[джерело?].
- Використання рослинних препаратів. Використання природних (рослинних) імуностимуляторів є досить надійним та ефективним способом поліпшення імунного статусу організму. Раніше такі препарати використовували лише в нетрадиційній медицині, але наразі вони вже займають гідне місце в переліку імуностимуляторів, що використовують медициною в усьому світі[джерело?]. Натуральні імуностимулятори високої якості отримують на основі таких рослин як женьшень, елеутерокок, пантокрин, розторопша, ехінацея пурпурова, лимонник китайський, тощо. Однією з переваг цих препаратів є їх комплексний вплив на організм, який (звичайно, за умови дотримання рекомендацій лікаря й схеми лікування) призводить до нормалізації зрушень в організмі. Також ці препарати мають адаптогенну властивість, тобто допомагають організму пристосуватися до стресу й навантажень. Для профілактики стафілококових інфекцій натуральні імуномодулятори рекомендують вживати в періоди міжсезоння (саме в цей час найчастіше спостерігають зниження імунітету й виникають рецидиви інфекцій). Синтетичні імуномодулятори також з успіхом застосовують у медицині. Однак прийом цих ліків зазвичай обмежується випадками пацієнтів з глибокими порушеннями імунного захисту, які спричинюють хронічні хвороби або певні види лікування (променева або хіміотерапія, використання кортикостероїдів, придушення імунітету при пересадці органів).
- Використання вітамінно-мінеральних препаратів. Однією з причин зниження імунітету та частого рецидивування інфекційних хвороб (зокрема, й стафілококових інфекцій) є нестача в організмі вітамінів і мінералів. Тому вітамінно-мінеральні препарати успішно застосовують у лікуванні та профілактиці цих хвороб. Найбільш виправдане застосування цих препаратів за наявності інших ознак нестачі вітамінів або в період міжсезоння. Перед початком застосування вітамінних препаратів або харчових добавок рекомендовано порадитися з лікарем і обговорити доцільність такого лікування, а також пов'язані з ним ризики та наслідки.

При проведенні такого роду лікування слід обов'язково контролювати імунологічні показники організму під час терапії.
Також мають місце й хірургічні методи лікування, що застосовують у випадках виникнення гнійних форм стафілококової інфекції, які не піддаються лікуванню іншими методами або ж загрожують серйозними ускладненнями. У медицині давніх часів хірургічне лікування вважали основним напрямком. Насправді хірургічна операція може в деяких випадках врятувати життя хворого. Зазвичай цей метод застосовують для розтину фурункулів і абсцесів.

## Оглядова література
- Медична мікробіологія, вірусологія та імунологія: підручник для студентів вищих медичних закладів/під редакцією = В.П. Широбокова. Вінниця: Нова книга. 2010.
- В.В.Данилейченко, Й.М.Федечко, О.С.Снітинська, І.І.Солонинко, В.С.Брицька, О.П.Корнійчук, А.Д.Бобровник, С.Й.Павлій, О.М.Нарепеха (2002). Медична мікробіологія, вірусологія, імунологія. Львів.
- I.О. Ситник, С.I. Климнюк, М.С. Творко (2009). "Мікробіологія, вірусологія, імунологія" (видання 2-е, без змін), для вищих медичних навчальних закладів I-II рівнів акредитації (вид. 2). Тернопіль: Укрмедкнига.
- В.В.Данилейченко, Й.М.Федечко,О.П.Корнійчук (2009). Медична мікробіологія з основами вірусології. Київ: Медицина.
- Prescott L.M. (2002). Microbiology (вид. 5th). McGraw−Hill. с. 41—94. ISBN 0-07-282905-2.
- W. John Spicer (2007). Clinical Microbiology and Infectious Diseases: An Illustrated Colour Text (вид. 2nd). Churchill Livingstone. с. 264. ISBN 0-443-10303-8.
- David Greenwood (2007). Medical Microbiology: A Guide to Microbial Infections: Pathogenesis, Immunity, Laboratory Diagnosis and Control. With STUDENT CONSULT Online Access (вид. 17th). Churchill Livingstone. с. 752. ISBN 0-443-10209-0.
- Michael A. Pfaller,  Patrick R. Murray,  Ken S. Rosenthal (2008). Medical Microbiology (вид. 6th). Mosby Elsevier Health Science. с. 947. ISBN 0-323-05470-6.